# 중국의 기독교
중국의 기독교는 중국의 기독교를 말한다.

## 당~원시대의 기독교
무역로인 실크로드의 교류를 통하여 7세기 네스토리우스파가 당나라에 전해져 경교라 불렸다. 장안에 대진사를 세울 정도로 교세가 번창했으나, 무종의 탄압으로 소멸되었다.
이후 13세기에 로마 가톨릭교회의 프란치스코회의 몬테코르비노의 지오반니 신부가 교황 니콜라오 4세의 친서를 원나라의 쿠빌라이 칸에게 전달하고 선교를 공인받아 중국 북부에서 많은 로마 가톨릭 신자들을 얻었다. 그러나 원나라가 명나라에 밀려 북쪽으로 퇴각하자 중국의 기독교는 다시금 소멸되었다.

## 명~청시대의 기독교
16세기에 예수회에 의해 중국 로마 가톨릭 선교가 재개되었다. 이미 프란시스 하비에르가 인도, 일본에 이어 중국 선교를 시작했으나, 중국 남부의 상천도(上川島)에서 극소수의 로마 가톨릭 신자를 얻었을 뿐이다. 그 다음에 마테오 리치가 1582년 마카오 상륙을 시작으로 천주실의를 저술하는 등 열성적인 선교로 서광계, 이지조, 양정균 등이 입교하는 등 많은 성과를 보았다. 1644년 명나라 대신 청나라가 중국을 지배하였으나, 아담 샬 폰 벨, 페르비스트 등 예수회 선교사들은 청나라 황궁에서 학자로 활동하는 등 그 수완을 인정받았다. 강희제는 1692년 로마 가톨릭을 공인하였다. 그러나, 18세기에 접어들어 이 구도는 변화를 겪었다. 교황청에서 중국의 전례가 어떤 의미를 갖는지를 계속 추궁한 것이다. 그 결과 1704년 내려진 교황청의 회칙은 중국의 전례에 호의적인 것이 아니었다. 이후에도 당분간 선교사의 중국 입국 자체는 허용되었으나, 중국에서의 로마 가톨릭 선교는 이후 장기간 중단되었다.
19세기 이후의 중국 개신교는 서구 열강의 쇄도와 함께 식민주의라는 변질된 경로로 들어오는 듯한 경향을 보였다. 또한 정통 교의에서 이탈한 태평천국과 같은 신비주의 운동이 일어나기도 했다. 그러나 그와 같은 문제들에도 불구하고 영국의 개신교 선교사 로버트 모리슨을 시작으로 여러 개신교 단체들의 꾸준한 선교의 결과 수천만명의 신자를 얻었다. 그 중에는 중화민국 임시 총통 쑨원도 있었다. 영국의 개신교 선교사로서 중국 내지 선교회(현재 동아시아 선교회/OMF의 전신)를 설립한 허드슨 테일러와 로마 가톨릭 선교사들은 중국인들과 똑같은 옷을 입음으로써 중국인들이 기독교에 친숙함을 가지게 하였다.

## 근현대중국의 기독교

### 중화인민공화국
1949년 성립된 중화인민공화국 정부는 종교 통제를 본격화하고 기독교인들은 강제수용소 안에 갇히게 되었다. 이는 문화혁명 때 절정에 달하였다. 그러나 덩샤오핑이 시장경제를 받아들이는 개혁개방을 시작할 때 중국에는 아직도 많은 지하 교회의 기독교인들이 있는 것으로 밝혀졌다.
현재 중국에서 인정하는 기독교 단체는 다음과 같다.

#### 개신교
- 중국 기독교삼자애국협회: 중국 개신교는 한국 개신교회와는 달리 공산당 정부의 규제에 따라 교파가 없으며, 1957년 중국 기독교삼자애국협회로 통일되었다.
- 중국 기독교양회
- 중국 기독교협회 - 중국 내 종교단체가 외부와 단절하지 않았다는 의미를 갖는 단체로 현재 세계 교회 협의회(WCC)에서 활동하고 있다.

#### 로마 가톨릭교회
- 중국 천주교삼자애국협회 - 중국 공산당의 영도를 따르는 기독교 단체이다. 로마 교황청과의 관계가 개선 중이며 교황청은 신임 북경 주교 임명을 일부 승인한 바 있다. 현재 교황청 홈페이지에 중국어 웹페이지가 개설되어 있다.

#### 성공회
개신교의 일파인 성공회(聖公會)는 중국 공산당의 교회 통합정책에 의해 1957년 결성된 기독교 삼자애국협회에 속해 있다. 그 실례로 성공회 주교이자 신학자인 팅 주교(Bishop Ting, 2001년 현재 85세)는 중국 기독교 삼자애국협회의 지도자로 활동하였다.

### 중화민국
중화민국은 1942년부터 교황청과 외교관계를 수립하여 오늘날까지 이어오고 있다. 중화인민공화국의 건국으로 말미암아, 국토의 다수를 잃어버리고, 동중국해의 일부 도서지역만 남은 상황에서도 교황청과의 관계를 지속하고 있다. 중화인민공화국이 종교를 탄압하는 분위기인 반면에 중화민국은 종교 자유를 인정하고 있다. 수효는 그리 많지 않지만 로마 가톨릭교회와 개신교의 자유로운 신앙을 허용한다.

## 참고 사항
- 박해받는 중국 기독교인들이 예배를 이어가는 방법

1. ↑  이러한 현상은 훗날 조선에서도 로마 가톨릭 신자들이 부모의 제사를 유교가 아닌, 로마 가톨릭 전례로 치른 진산사건으로 일어난다.
2. ↑  주낙현 신부의 성공회 이야기

## 같이 보기
- 중국 정교회
- 대만 성공회
- 홍콩 성공회
- 홍콩의 기독교
- 천주교 홍콩 교구